# Mario Alighiero Manacorda
Mario Alighiero Manacorda (Roma, 9 dicembre 1914 – Roma, 17 febbraio 2013) è stato un pedagogista italiano.

## Biografia
Figlio di Giuseppe Manacorda e fratello dello storico Gastone e del critico letterario Giuliano, studiò all'Università di Pisa e fu anche alunno della Scuola Normale Superiore; nella seconda metà del Novecento ricoprì prestigiosi incarichi nel mondo accademico italiano e nell'area politico-culturale che aveva come riferimento il Partito Comunista Italiano. Svolse un'intensa attività politica: fu organizzatore e preside del Convitto Scuola della Rinascita presso l'Anpi di Roma, direttore delle Edizioni Rinascita, responsabile della Commissione Scuola presso la Direzione del PCI e della Sezione Educazione dell'Istituto Gramsci, direttore della rivista "Riforma della Scuola", membro del Comitato direttivo della FISE (Fédération internationale des Syndicats de l'Enseignement), professore ordinario di Storia dell'educazione nelle Università degli Studi di Firenze e Università di Roma La Sapienza e di Pedagogia all'Università di Siena; fece parte del Collegio dei Garanti della Consulta Romana per la Laicità delle Istituzioni.
Morì a 98 anni a Roma nel 2013.

## Studi storico pedagogici
Collaborò a molti quotidiani e riviste, e alla Rai con cicli di trasmissioni televisive di argomento pedagogico. Curò inoltre numerose traduzioni:
- Novalis, Cristianità o Europa, Torino, Einaudi, 1942;
- Hugo von Hofmannsthal, La donna senz'ombra, Modena-Roma, Guanda, 1946;
- Karl Marx, Le lotte di classe in Francia, Torino, Einaudi, 1948;
- Marx-Engels, Carteggio, 3 voll., Roma, Rinascita, 1950-1951;
- Antonio Gramsci, L'alternativa pedagogica, Firenze, La nuova Italia, 1972; Roma, Editori riuniti university press, 2012. ISBN 978-88-6473-090-5.

Pubblicò, tra l'altro, numerosi contributi in volumi collettanei.
Intellettuale organico, militante del PCI, fu appassionato e rigoroso studioso degli aspetti pedagogici della filosofia di Marx e di Gramsci, di cui mise in evidenza il rapporto tra la formazione della mente “onnilaterale” e le fasi di sviluppo dal dogmatismo e conformismo dinamico alla creatività, autonomia e autodisciplina cosciente.

## Opere
- Il marxismo e l'educazione. Testi e documenti (1843-1964), 3 voll., Roma, Armando, 1964-1966.
- Marx e la pedagogia moderna, Roma, Editori Riuniti, 1966.
- Il principio educativo in Gramsci. Americanismo e conformismo, Roma, Armando, 1970.
- La paideia di Achille, Roma, Editori Riuniti, 1971.
- Per la riforma della scuola secondaria, Roma, Editori Riuniti, 1976.
- Momenti di storia della pedagogia, Torino, Loescher, 1977.
- antologia di Ugo Foscolo, Storia della letteratura italiana per saggi, Torino, Einaudi, 1979.
- La scuola degli adolescenti. Dieci anni di ricerche e dibattiti sulla riforma dell'istruzione secondaria, Roma, Editori Riuniti, 1979.
- Il linguaggio televisivo, ovvero La folle anadiplosi, Roma, Armando, 1980.
- Storia dell'educazione dall'antichità ad oggi, Torino, ERI Edizioni RAI, 1983. ISBN 88-397-0109-5.
- Lettura laica della Bibbia, Roma, Editori Riuniti, 1989. ISBN 88-359-3279-3; 1996; 2012.
- Storia illustrata dell'educazione. Dall'antico Egitto ai giorni nostri, Firenze, Giunti, 1992. ISBN 88-09-01887-7.
- Perché non possiamo non dirci comunisti, Roma, Editori Riuniti, 1997. ISBN 88-359-4229-2; Valentano, Scipioni, 2000. ISBN 88-8364-100-0.
- Storia dell'educazione, Roma, TEN, 1997. ISBN 88-8183-751-X.
- Scuola pubblica o privata? La questione scolastica tra Stato e Chiesa, Roma, Editori Riuniti, 1999. ISBN 88-359-4643-3.
- Le ombre di Wojtyla, con Giovanni Franzoni, Roma, Editori Riuniti, 1999. ISBN 88-359-4801-0.
- Gli inganni del Concordato, in Manifesto laico, a cura di Enzo Marzo e Corrado Ocone, Roma-Bari, Laterza, 1999, ISBN 978-88-420-5925-7.
- Etruschi greci romani a scuola. Aspetti e vicende dell'educazione antica, Valentano, Scipioni, 2000. ISBN 88-8364-058-6.
- Cristianità o Europa? Come il Cristianesimo salì al potere, Roma, Editori Riuniti, 2003. ISBN 88-359-5397-9.
- Marx e l'educazione, Roma, Armando, 2008. ISBN 978-88-6081-387-9.
- Quel vecchio liberale del comunista Karl Marx, Roma-Reggio Emilia, Aliberti, 2012. ISBN 978-88-7424-960-2.
- Diana e le Muse. Tre millenni di sport nella letteratura. Vol. I: In Grecia e a Roma, Introduzione di Rosella Frasca, Roma, Lancillotto e Nausica, 2016. ISBN 978-88-900292-4-0.